# ستيفن هنت (لاعب كرة قدم)
ستيفن هنت (بالإنجليزية: Stephen Hunt)‏ (4 أغسطس 1956 ببرمنغهام في المملكة المتحدة - ) هو مدرب كرة قدم ولاعب كرة قدم بريطاني في مركز جناح ‏. شارك مع منتخب إنجلترا لكرة القدم. أما مع النوادي، فقد لعب مع أستون فيلا وكوفنتري سيتي ونيويورك كوسموس ووست بروميتش ألبيون وويلنهول تاون ‏.

## وصلات خارجية
- ستيفن هنت على موقع قاعدة بيانات كرة القدم.إي يو (الإنجليزية)
- ستيفن هنت على موقع ناشيونال فوتبول تيمز (الإنجليزية)
- ستيفن هنت على موقع عالم كرة القدم.نت (الإنجليزية)